# Strážnice
Strážnice (tysk: Straßnitz) er en by i distriktet Hodonín i regionen Sydmæhren i Tjekkiet med omkring 5.400 indbyggere. Den historiske bymidte er velbevaret og er beskyttet ved lov som en urban monumentzone.

## Etymologi
Navnet er afledt af stráž (dvs. "vagt") og henviser til den oprindelige funktion for slottet, som blev bygget her i det 13. århundrede.

## Geografi
Strážnice ligger omkring 14 km nordøst for Hodonín. Det ligger i dalen til nedre Morava. Det højeste punkt er en konturlinje ved 370 m over havets overflade. Floden Morava løber langs den nordvestlige grænse af det kommunale område. Velička-floden løber ud i Morava gennem den nordlige del af Strážnice. Byen ligger ved Baťa-kanalen.
Den sydlige del af Strážnice ligger i det beskyttede landskabsområde Bílé Karpaty (Hvide karpater), selvom byen ikke strækker sig ind i den eponyme bjergkæde. Det kommunale område grænser kort strækning op til Slovakiet i syd.

## Historie
Området har været beboet i umindelige tider. Der er fundet genstande fra den neolitiske båndkeramiske kultur.

Den første skriftlige omtale af Strážnice er fra 1302. Et vandslot, der bevogter den ungarske grænse, blev bygget her efter 1260. I det 13. århundrede blev Strážnice erhvervet af Kravařes herrer. Petr Strážnický fra Kravaře bidrog til byens velstand og udvidede herregården Strážnice. Efter at byen blev alvorligt beskadiget i hussitterkrigene, kom den sig og udvidede sig under Jiří af Kravařes styre.
I begyndelsen af det 16. århundrede blev herregården Strážnice købt af familien Zierotin. Under deres styre opnåede Strážnice sin største velstand. Byen blev befæstet, og det gamle slot blev ombygget til renæssanceresidens. I begyndelsen af det 17. århundrede var det en af de mest befolkede og vigtigste mæhriske byer.
I 1605 blev Strážnice brændt ned af Stephen Bocskai og hans hær, og mange mennesker blev dræbt. Under Trediveårskrigen led byen yderligere og blev gentagne gange hærget. I 1628 blev Strážnice købt af František Magnis og katoliseringen af byen begyndte. En stor brand i 1652, pestepidemier i 1680 og endnu et ungarsk angreb i 1683 forårsagede herregårdens tilbagegang, og byen mistede sin tidligere betydning.

## Seværdigheder
Strážnice Slot blev genopbygget til sin nuværende neorænessanceform med neoklassiske elementer i midten af det 19. århundrede. I dag huser slottet Statens Institut for Folkekultur. Der er en permanent udstilling af "Tjekkiets folkeinstrumenter" og et historisk bibliotek med mere end 13.000 bøger. Slottet er omgivet af en stor engelsk park med den længste platanallé i Centraleuropa grundlagt i første halvdel af det 19. århundrede. Der er Amfiteatre, en sommerbiograf, søer og en dendrologisk sti med informationstavler i parken.
Vejene, der fører til nabobyerne Veselí nad Moravou og Skalica, er flankeret af massive bastioner fra slutningen af det 16. århundrede. De er resterne af porte bygget som en del af byens befæstninger mod truslen om tyrkiske invasioner.
Strážnice er kendt for det etnografiske frilandsmuseum, Strážnice Museum fol landsbyerne i Sydøstmæhren. Det blev åbnet i 1981, og præsenterer traditionelle landsbybygninger i underregioner af den kulturelle region det Mæhriske Slovakiet.

## Galleri
- Jomfru Marias himmelfartskirke
- Sognekirkeen St. Martin og det hvide tårn
- Statue af J. A. Comenius
- Slotspark
- Synagoge
- Jødisk kirkegård